# Манасян, Исак Маркосович
Исак Маркосович Манасян (арм. Իսահակ Մարկոսի Մանասյան, 10 октября 1917, Херхан, Елизаветпольская губерния — 15 сентября 1974, Баку, Азербайджанская ССР) — советский военный. Во время советско-финской войны помощник командира пулемётного взвода 39-го стрелкового полка 4-й стрелковой дивизии 13-й армии Северо-Западного фронта, отделённый командир. Герой Советского Союза.

## Биография
Родился 10 октября 1917 года в армянской крестьянской семье в селе Херхан Елизаветпольской губернии Российской республики. Член ВКП(б)/КПСС с 1939 года. Окончил 9 классов. Работал в колхозе. Затем жил в столице Азербайджанской ССР — городе Баку.
В Красной Армии с 1938 года. Окончил школу младших командиров. Участник советско-финской войны 1939—1940 годов.
Помощник командира пулемётного взвода 39-го стрелкового полка (4-я стрелковая дивизия, 13-я армия, Северо-Западный фронт) отделённый командир Исак Манасян в бою в районе посёлка Пёлляккяля (ныне Барышево Выборгского района Ленинградской области) на южном берегу реки Вуокса 5 марта 1940 года заменил выбывшего из строя командира роты, отразил пять контратак врага.
7 марта 1940 года отважный воин уничтожил вражеские огневые точки, чем способствовал форсированию реки батальоном.
Указом Президиума Верховного Совета СССР от 7 апреля 1940 года «за образцовое выполнение боевых заданий командования на фронте борьбы с финской белогвардейщиной и проявленные при этом отвагу и геройство» отделённому командиру Манасяну Исаку Маркосовичу присвоено звание Героя Советского Союза с вручением ордена Ленина и медали «Золотая Звезда» (№ 92).
В 1941 года И. М. Манасян окончил Горьковское военно-политическое училище. Участвовал в Великой Отечественной войне. В 1943 году окончил курсы «Выстрел». В конце войны - капитан, командир батальона 976-го стрелкового полка 261-й стрелковой дивизии.
С 1947 года майор И. М. Манасян — в запасе, в том же году окончил партийную школу при ЦК Коммунистической партии Азербайджана, жил в городе Баку. Работал заместителем директора текстильного комбината, а затем в системе МВД республики. Скончался 15 сентября 1974 года.
Награждён орденом Ленина, медалями.

## Комментарии
1. ↑  Ныне: согласно административно-территориальному делению Азербайджана — в Ходжавендском районе; согласно административно-территориальному делению Нагорно-Карабахской Республики — в Мартунинском районе.